# Сулішево (Дравський повіт)
Сулішево (пол. Suliszewo, нім. Zülshagen) — село в Польщі, у гміні Дравсько-Поморське Дравського повіту Західнопоморського воєводства.
Населення — 825 осіб (2011).
У 1975-1998 роках село належало до Кошалінського воєводства.

## Демографія
Демографічна структура станом на 31 березня 2011 року:
|          | Загалом | Допрацездатний вік | Працездатний вік | Постпрацездатний вік |
| -------- | ------- | ------------------ | ---------------- | -------------------- |
| Чоловіки | 416     | 93                 | 278              | 45                   |
| Жінки    | 409     | 94                 | 223              | 92                   |
| Разом    | 825     | 187                | 501              | 137                  |